# Alarico (rei suevo)
Alarico (em latim: Alaricus) foi um rei suevo que esteve ativo ca. 465/470. Quase nada se sabe sobre ele, exceto que liderou, ao lado de Hunimundo, um exército coligado de suevos e demais tribos vizinhas contra o Reino Ostrogótico da Panônia de Teodomiro (r. 465–474/475). Eles seriam decisivamente derrotados na Batalha de Bolia.